# Oxyna nebulosa
Oxyna nebulosa es una especie de insecto del género Oxyna de la familia Tephritidae del orden Diptera.

## Historia
Christian Rudolph Wilhelm Wiedemann la describió científicamente por primera vez en el año 1817.